# Ивично море
Ивичним морима (енгл. Marginal sea) се сматрају мора која се налазе уз ивицу континента односно океана, а од њега су делимично одвојена острвским низом, прагом или морским јарком.
Унутрашња мора су од светских океана одвојена мореузима који су тако уски, да се са једне обале види друга. То је основна разлика између унутрашњег и ивичног мора.